# De Roode Duivel
De Roode Duivel was een Nederlands socialistisch, antireligieus, republikeins, humoristisch-satirisch tijdschrift. Het weekblad stond onder redactie van Louis Maximiliaan Hermans (die later Tweede Kamerlid en Eerste Kamerlid werd) en werd uitgegeven van 1 augustus 1892 tot 13 december 1897. De Roode Duivel had een oplage van enkele duizenden exemplaren. Hermans, die aanvankelijk lid was van de radicale SDB, gebruikte het blad ook om kritiek te leveren op de meer gematigde SDAP.
Het blad stond, onder de motto's "Tegen troon, tegen beurs, tegen altaar" en "Ontmaskering! Geen genade", vol roddels en lasterlijke verhalen om de monarchie, het kapitalisme en religie met satire in diskrediet te brengen. Zo was Hermans de uitvinder van het bedenksel dat niet koning Willem III, maar adjudant S.M.S. de Ranitz de echte vader van de toen minderjarige koningin Wilhelmina was. Voor tijdgenoten was het duidelijk dat het om bewust verzonnen satire ging en historici zijn het erover eens dat het verhaal niet waar is. Desondanks is het sindsdien een eigen leven gaan leiden als complottheorie die door sommige republikeinen wordt aangevoerd om de legitimiteit van de regering van het huidige huis Oranje-Nassau in twijfel te trekken.
In de uitgave van 30 augustus 1895 van De Roode Duivel werden in verband met een bezoek aan de stad Meppel de koninginnen Emma en Wilhelmina afgebeeld als gymnastische toeren uithalende balletdanseressen op een wagen. Namen werden niet genoemd, maar de beide figuren droegen een kroontje met de letters W en E. Het begeleidende artikel had als kop: "Gaat dat zien!! Gaat dat zien!!" Dit leidde tot een aanklacht tegen Hermans wegens majesteitsschennis en een eis door de officier van justitie van een jaar gevangenisstraf, waarop hij op 18 december 1895 tot zes maanden onvoorwaardelijk werd veroordeeld. Toen hij vrijkwam, werd hij in het Paleis voor Volksvlijt feestelijk onthaald.
Hermans was ondertussen van mening aan het veranderen over de te volgen tactiek. Terwijl radicalen zoals Domela Nieuwenhuis anarchist werden, volgde Hermans de anderen in de Socialistenbond (waarvan er steeds meer overliepen naar de SDAP) in het geleidelijke opgeven van het antiparlementarisme. Na onderzoek naar de woningtoestand in de Amsterdamse jodenbuurt te hebben gedaan in 1897, verklaarde Hermans zich bereid om mee te doen aan gemeenteraadsverkiezingen om langs die weg te proberen de maatschappij te verbeteren. Op 13 december 1897 kwam het laatste nummer van De Roode Duivel uit. Begin 1898 was Hermans nog samen met J.A. Bergmeijer waarnemend redacteur van Recht voor Allen na het vertrek van Domela Nieuwenhuis, maar eind 1898 stapte ook hij uit de Socialistenbond en meldde zich aan bij de SDAP, die hij juist in De Roode Duivel zo lang bestreden had.